# Зюзин, Сергей Дмитриевич
Сергей Дмитриевич Зюзин (17 сентября 1911 — 13 сентября 1994) — советский военный моряк и военачальник, в годы Великой Отечественной войны — командир 2-го гвардейского дивизиона катеров МО («морских охотников») бригады сторожевых кораблей охраны водного района главной базы Северного флота, Герой Советского Союза (5.11.1944). Контр-адмирал (3.08.1953).

## Биография
Родился 17 сентября 1911 года в городе Георгиевске (ныне Ставропольского края) в семье рабочего. По национальности русский. Окончил 9 классов школы, 1 курс Одесского энергетического техникума.
В Военно-Морском Флоте с октября 1933 года. В 1935 году окончил особые курсы начсостава Черноморского флота. С декабря 1935 года служил в штабе Тихоокеанского флота: помощник начальника отделения в 4-м отделе (отдел организационно-мобилизационный и комплектования). С сентября 1937 по сентябрь 1939 года учился на командном факультете Военно-морской академии имени К. Е. Ворошилова. С сентября 1939 года служил в штабе Северного флота начальником отделения в организационно-мобилизационном и в организационно-строевом отделах, в июне 1939 года назначен исполняющим должность начальника отдела. Участник советско-финской войны. Член ВКП(б)/КПСС с 1940 года.
Участник Великой Отечественной войны с 1941 года. Встретив войну на прежней должности в штабе флота, С. Д. Зюзин добился перевода на корабли и в сентябре 1941 года назначен помощником командира эсминца «Урицкий». Корабль после нескольких выходов в море на сопровождение подводных лодок в октябре 1941 года ушёл на ремонт в Архангельск, и только в июле 1942 года вернулся к боевой работе. На борту эсминца участвовал в охранении союзных конвоев PQ-17 и PQ-18. С сентября 1942 года служил начальником штаба дивизиона истребителей подводных лодок Охраны водного района флота, в феврале-июле 1943 года временно командовал этим дивизионом. В составе дивизиона вёл активную боевую работу по конвоированию транспортов, поиску немецких подводных лодок, высадке и снятию с вражеского берега разведгрупп, по поиску и спасению экипажей поврежденных кораблей и сбитых лётчиков, по тралению морских мин, по перевозкам войск на полуострова Рыбачий и Средний. С его личным участием к началу 1944 года потоплены 4 транспорта и 1 был повреждён, на выставленных в море минах подорвались и затонули 2 сторожевых корабля и 1 транспорт, сбито 6 немецких самолётов.
С марта 1944 года — командир 1-го дивизиона (вскоре — 2-го гвардейского дивизиона) сторожевых катеров (бригада сторожевых кораблей Охраны водного района главной базы Северного флота). Во главе дивизиона гвардии капитан 3-го ранга С. Д. Зюзин особенно отличился в ходе Петсамо-Киркенесской наступательной операции. При высадке десанта в губе Малая Волоковая его катера осуществили это точно и скрытно в назначенном месте, а когда на берегу начался бой — огнём корабельных орудий поддерживали наступление десантников и подавляли немецкие огневые точки. В ночь на 13 октября 1944 года он успешно высадил несколько десантных групп в порт Лиинахамари (Печенгский район Мурманской области), прорвавшись через трёхмильную простреливаемую противником зону (см. Десант в Линахамари). Сам Зюзин на своём катере подошёл к мысу Крестовому. Это обстоятельство сыграло свою роль в ходе боя на мысе. Увидев наших десантников, высадившихся в тылу, атакованные с фронта нашими разведчиками, а с тыла десантным отрядом, гитлеровцы очень скоро сложили оружие. В ходе боя катер, на котором находился С. Д. Зюзин, получил прямое попадание снаряда в командную рубку, стоявшие рядом с ним командир катера и рулевой были убиты, сам он был ранен, но принял на себя управление катером и продолжил бой. После этого Зюзин переправил своих десантников и группу из разведывательного отряда в Девкину Заводь (Лиинахамари). 18 октября гвардии капитан 3-го ранга Зюзин провёл высадку ещё одного десанта у г. Базарный на границе с Норвегией.
Указом Президиума Верховного Совета СССР от 5 ноября 1944 года за успешное командование дивизионом и героизм, проявленный в боях с немецко-фашистскими захватчиками, Сергею Дмитриевичу Зюзину присвоено звание Героя Советского Союза, с вручением ордена Ленина и медали «Золотая Звезда» (№ 5063).
Всего за период командованием им дивизионом катера дивизиона отконвоировали свыше 500 кораблей, провели 21 минную постановку, провели около 10 десантных операций, потопили 9 кораблей и сбили 21 самолёт. Только за 1945-й год было проведено 40 конвоев, выполнено 45 тральных операций, выполнено 18 поисков подводных лодок (в 3 случаях они были обнаружены и атакованы), с потопленных кораблей спасено 172 члена экипажей, в море найдены и приведены в порты 3 повреждённых немцами корабля. Дивизион под его командованием получил гвардейские звание и почётное наименование «Печёнгский», награждён орденом Красного Знамени.
После войны продолжил службу, в октябре 1945 года убыл на учёбу. Окончил в 1948 году основной факультет Военно-морской академии имени К. Е. Ворошилова. С ноября 1948 года вновь служил на Северном флоте: заместитель начальника штаба флота по боевой подготовке, с октября 1951 начальник управления боевой подготовки — заместитель начальника штаба флота, с октября 1952 — командир 23-й дивизии кораблей, с ноября 1957 — начальник оперативного управления — первый заместитель начальника штаба флота. В 1957 году окончил Высшую военную академию имени К. Е. Ворошилова. С января 1960 года командовал Лиепайской военно-морской базой Балтийского флота. С января 1961 года — начальник 91-го научно-исследовательского и испытательного аварийно-спасательного центра аварийно-спасательного дела Министерства обороны СССР. С января 1967 года контр-адмирал С. Д. Зюзин — в запасе.
Жил в Санкт-Петербурге. Умер 13 сентября 1994 года. Похоронен на Северном кладбище Санкт-Петербурга.

## Награды
- Герой Советского Союза (5.11.1944)
- 2 ордена Ленина (5.11.1944, 1953)
- 2 ордена Красного Знамени (14.04.1943, 1953)
- Орден Нахимова 2-й степени (31.05.1945)
- 2 ордена Отечественной войны 1-й степени (20.02.1944, 11.03.1985)
- Орден Красной Звезды (1949)
- Медаль «За боевые заслуги» (3.11.1944)
- Медаль «За оборону Советского Заполярья»
- Другие медали СССР
- Крест Свободы короля Хокона VII (Норвегия, 1946)